# Portal Tomb von Knockatober

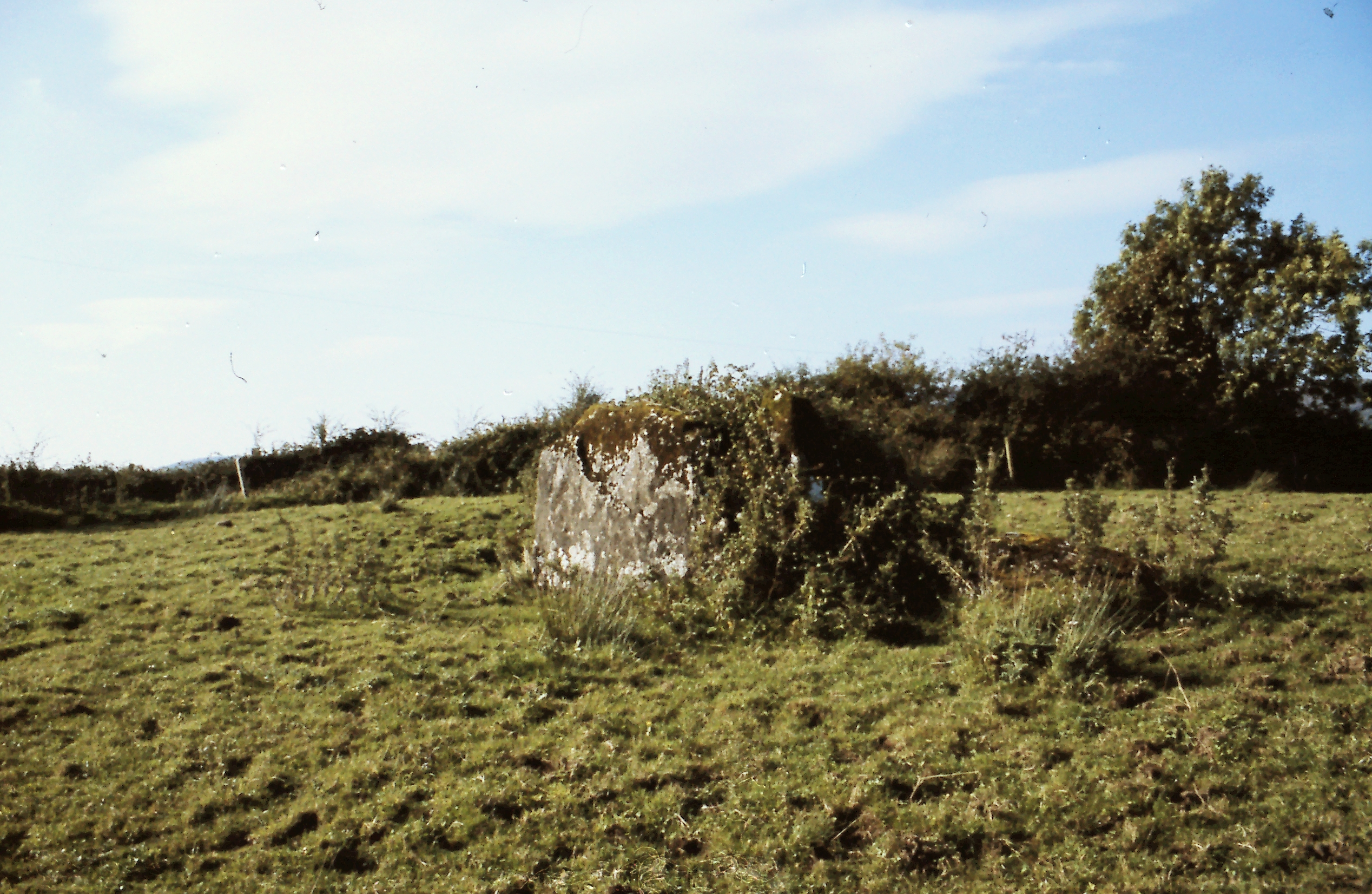
Portal Tomb von Knockatober

Das gestörte Portal Tomb von Knockatober (lokal „Giant’s Grave“ genannt) liegt auf einem niedrigen Bergrücken in hügeligem Weideland des Townlands Knockatober (irisch Cnoc an Tobair) gegenüber der zerstörten Kirche von Kilross, etwa 3,0 km von Ballintogher im County Sligo in Irland. 
Sein östlicher Portalstein und der angrenzende Seitenstein befinden sich in situ. Der Portalstein misst 95 × 50 × 70 cm. Der überlappende Seitenstein ist etwa 35 cm lang und 60 cm dick. Seine ungleichmäßige Oberfläche erreicht etwa die Höhe des Portalsteins. 
Auf der Gegenseite liegt ein 2,45 m langer und 30 cm dicker Seitenstein. Im aufgerichteten Zustand wäre er etwa 1,3 m hoch. Zwischen ihm und dem Portalstein befindet sich ein 1,2 × 0,4 × 0,4 m messender Stein, der ein umgefallener Türstein sein könnte. Östlich davon befindet sich ein liegender Stein ungewisser Funktion, der 1,4 × 1,3 × 0,4 m misst. Es sind keine Spuren des Cairns erhalten. 